# Wladimir Konstantinowitsch Arkadjew
Wladimir Konstantinowitsch Arkadjew (russisch Владимир Константинович Аркадьев; * 9. Apriljul. / 21. April 1884greg. in Moskau; † 1. Dezember 1953 ebenda) war ein russischer und sowjetischer Physiker.

## Leben
Nach dem Schulabschluss an einem Gymnasium studierte Arkadjew ab 1904 an der physikalisch-mathematischen Fakultät der Universität Moskau. Zu seinen Lehrern gehörten dort Pjotr Lebedew und Nikolai Umow. Bereits während seines Studiums galt sein besonderes Interesse dem Magnetismus von Festkörpern. So entdeckte er 1907 den Grenzwert für die Magnetisierungsgeschwindigkeit von Eisen, wofür er einen Wissenschaftspreis erhielt. Nach Abschluss des Studiums trat er 1909 eine Studienreise nach Westeuropa an. 1913 beobachtete er als erster Physiker bei der Untersuchung der ferromagnetischen Eigenschaften von Werkstoffen die ferromagnetische Resonanz (FMR), d. h. die resonante Absorption elektromagnetischer Wellen im UHF-Frequenzbereich in einem Ferromagneten.
Im Jahr 1913 nahm er an der Versammlung der Gesellschaft Deutscher Naturforscher und Ärzte in Wien teil, wo er namhafte Physiker wie Albert Einstein, Arnold Sommerfeld und Willem Keesom traf.
Während des Ersten Weltkrieges arbeitete er in einem von ihm geleiteten Labor an Methoden zur Abwehr chemischer Waffen. Nach Kriegsende baute er ab 1919 ein Magnet-Labor auf, das der Moskauer Universität angegliedert wurde. Er hatte zahlreiche Schüler und wurde Gründer einer wissenschaftlichen Schule. 1932 wurde er Professor an der Lomonossow-Universität und 1939 dort Leiter der Abteilung für Theoretische Elektrotechnik. Neben der erstmaligen Beobachtung der FMR prägte er unter anderem den Begriff der magnetischen Viskosität und wies 1943 auf die Möglichkeit der Erzeugung starker Magnetfelder mittels Flusskompression hin (Flusskompressionsgenerator).
1927 wurde er zum korrespondierenden Mitglied der Akademie der Wissenschaften der UdSSR gewählt.
Neben anderen staatlichen Auszeichnungen erhielt er 1945 den Orden des Roten Banners der Arbeit.

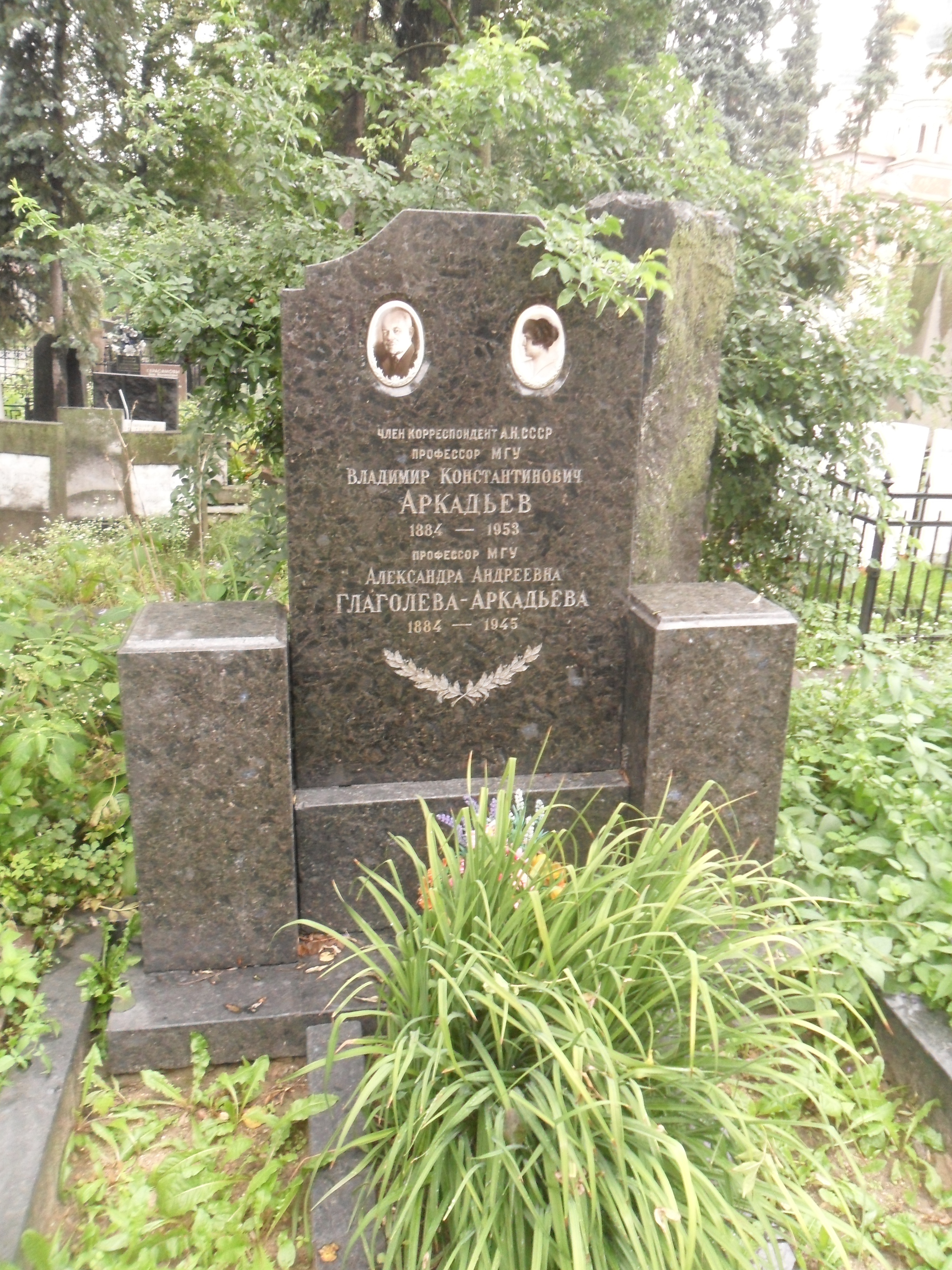
Grab auf dem Nowodewitschi-Friedhof

Er war mit der Physikerin Alexandra Glagolewa-Arkadjewa (1884–1945) verheiratet. Ihre Grabstätte befindet sich auf dem Moskauer Nowodewitschi-Friedhof.